# Rayeb
Ne doit pas être confondu avec Caillé.
Le rayeb, raïb (رَايِب, rāyeb, rāïb) est un lait fermenté mésophile traditionnel, préparé dans les pays du Maghreb (Algérie, Maroc, Tunisie) et en Égypte.
Son goût est très proche de celui du yaourt naturel sans sucre ; il se consomme surtout pendant les fêtes du mois de ramadan.

## Fabrication traditionnelle
Le lait cru est mis à fermenter naturellement à 25 ± 2 °C (ou acidifié) dans une marmite (borma), pendant plus de 18 h. La transformation en rayeb est atteinte lorsque le mélange a l'aspect d'un gel. Il est refroidi et prêt à être consommé ou utilisé dans des plats.
Traditionnellement, le rayeb est préparé avec du lait de vache, mais il peut l'être aussi avec du lait de chèvre, de brebis ou de chamelle, selon la disponibilité du lait et les traditions agropastorales des régions.
Il peut être éventuellement baratté, souvent avec adjonction d'eau, dans un contenant en peau de chèvre ou une jarre traditionnelle en terre cuite, pour obtenir le leben (lben) et le beurre cru traditionnel (zebda beldia), qui peut être transformé en beurre clarifié (smen).
Les bactéries lactiques mésophiles et les levures sont à l'origine du rayeb. Celui-ci est constitué de composés aromatiques volatils dont les principaux sont l'acétaldéhyde, l'éthanol, le diacétyle et l'acétoïne.

## Fabrication industrielle
Pour sa fabrication à une échelle industrielle, le rayeb est préparé avec du lait de vache pasteurisé (dont poudre et eau, et chlorure de calcium) ensemencé des bactéries lactiques mésophiles Lactococcus lactis subsp. lactis et Lactococcus lactis subsp. lactis biovar. diacetylactis.
Au Maroc, il est aussi commercialisé sous une variante aromatisée.